# Kim Young-suk
Kim Young-suk (* 25. Februar 1959 in Asan, Chungcheongnam-do) ist ein südkoreanischer Verwaltungsbeamter und seit November 2015 Minister für Ozeane und Fischerei.

## Leben
Kim Young-suk besuchte die weiterführende Schule in Cheonan und studierte anschließend Verwaltungswissenschaften an der Kyungpook National University, erlangte dort im Februar 1982 seinen Bachelor-Abschluss und bestand 1984 die Prüfung für Verwaltungsbeamte. Ab Januar 1996 besuchte er Vorlesungen an der Syracuse University in den Vereinigten Staaten und erlangte dort im Januar 1998 seinen Master of Public Administration.
Nach seiner Ausbildung begann Kim 1998 beim Ministerium für maritime Angelegenheiten und Fischerei (MOMAF) als Direktor der Marine Environment Division (dt. „Division für Meeresumwelt“) zu arbeiten, wechselte aber bereits im August desselben Jahres als erster Sekretär an die Botschaft Südkoreas im Vereinigten Königreich. 2001 kehrte er nach Südkorea zurück und wurde Direktor der Marine Development Division (dt. „Division für Meeresentwicklung“) des MOMAF. 2006 wurde er zum Generaldirektor des Marine Policy Bureau (dt. „Büro für Meerespolitik“) ernannt. Von Januar 2007 bis März 2008 war er Generaldirektor des Büros für Planung und Öffentlichkeitsarbeit des Bewerbungskomitees für die Expo 2012 und wechselte danach an seine alte Stelle als Generaldirektor beim MOMAF. Im Januar 2009 übernahm er die Leitung des ehemaligen Regionalbüros in Busan des Ende 2008 aufgelösten MOMAF und wurde im Juli 2011 zum stellvertretenden Generaldirektor des Organisationskomitees der Expo 2012 ernannt.
Nach seiner Tätigkeit für die Expo 2012 begann Kim als Sekretär im Büro des wieder gegründeten Ministeriums für Ozeane und Fischerei (MOF) und wurde am 4. August 2014 zum Vize-Minister ernannt. Der amtierende Minister Yoo Ki-june trat am 11. November 2015 von seinem Amt zurück, um für einen Sitz in der Nationalversammlung bei den Wahlen 2016 zu kandidieren (Mitglieder der Nationalversammlung können zwar zum Minister ernannt werden, Minister dürfen aber nicht für die Nationalversammlung kandidieren und müssen für eine Kandidatur mindestens 90 Tage vorher ihr Amt niederlegen). Als sein Nachfolger wurde Kim Young-suk von Präsidentin Park Geun-hye zum Minister ernannt.